# Geometria descrittiva
La geometria descrittiva è la scienza che permette, attraverso determinate costruzioni geometriche, di definire, con metodi grafici, l'esattezza della forma di un oggetto bidimensionale e tridimensionale. La rappresentazione può essere finalizzata a visualizzare oggetti già esistenti, come nel rilievo (per lo più architettonico), oggetti mentalmente concepiti, come nella progettazione di manufatti tridimensionali.
I metodi di rappresentazione (di prospettiva, di assonometria e delle proiezioni ortogonali) della geometria descrittiva si basano principalmente su due operazioni fondamentali, dette operazioni di proiezione e sezione. Gli assiomi della geometria descrittiva elementare sono sostanzialmente i postulati di Euclide,  con l'aggiunta della nozione di ente improprio (punto, retta e piano), secondo una costruzione analoga a quella della geometria proiettiva.

## Storia

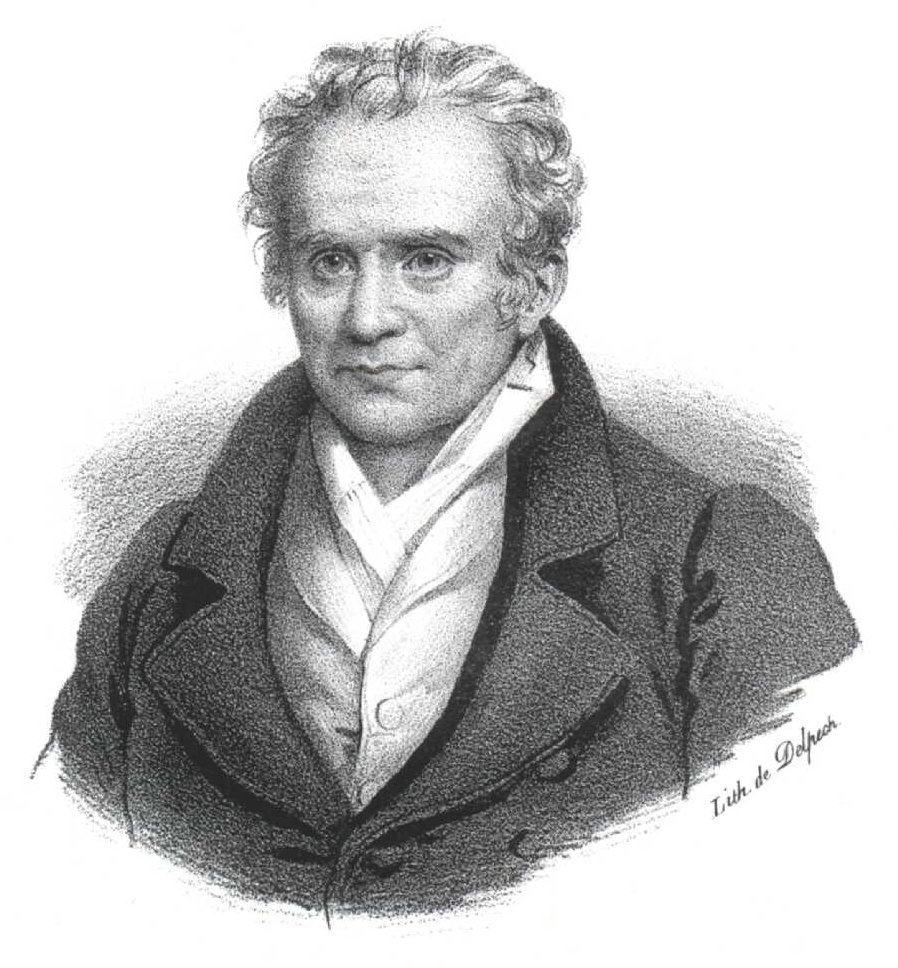
Gaspard Monge

Fin dall'antica civiltà egizia è stato dimostrato, attraverso il ritrovamento di disegni che illustravano la copertura ellittica di tombe, un corretto utilizzo delle proiezioni ortogonali, anche se non correlate tra loro, come sarà solo successivamente grazie a Gaspard Monge. Tra il  I secolo a.C. e il I secolo d.C. Vitruvio, nei suoi trattati intitolati De architectura, utilizzò come elementi di rappresentazione degli edifici le piante ed i prospetti da lui chiamati icnografie e ortografie.
Nel XV secolo, nell'opera di Jacopo Barozzi da Vignola I cinque ordini di architettura, viene adoperato quello che diverrà noto come metodo di Monge. Nello stesso periodo, Alberto Dürer  definì alcuni procedimenti grafici riguardanti le coniche, come sezioni piane di un cono quadrico, e lo studio della prospettiva.
Nel 1600 gli studiosi Girard Desargues e Guarino Guarini hanno posto i fondamenti per la nascita della disciplina della geometria descrittiva,  ma solo nel 1799 viene pubblicato il libro Geometrie descriptive in cui vengono poste le regole fondamentali, finalizzate a rappresentare su uno stesso piano (detto piano di proiezione) gli oggetti in tridimensione. 
Attualmente la geometria descrittiva comprende come parte integrante la geometria proiettiva i cui studi più significativi e conclusivi si devono a Jean Victor Poncelet, discepolo di Monge.

## Concetti
Alcuni concetti fondamentali della geometria descrittiva sono:
- definizione degli enti geometrici fondamentali (punto, retta, piano, direzione e giacitura);
- postulati d'appartenenza: di un punto ad una linea; di una linea ad una superficie; di un punto ad una superficie;
- l'incidenza: tra due rette, tra una retta e un piano, e tra due piani; o più in generale tra linea e superfici;
- condizioni di parallelismo e di perpendicolarità come casi limiti di incidenza;
- le condizioni di tangenza (in particolare la tangenza tra coniche e la tangenza tra quadriche);
- la corrispondenza biunivoca, quali prospettività, omologia, omologia inversa, affinità prospettiva, affinità, omotetia, omotetia inversa e involuzione.

## Metodi di rappresentazione
Essi si classificano, in generale, secondo l'entità dello stabilito centro di proiezione. Quando esso è un punto proprio si parla di "proiezioni centrali", altrimenti di "proiezioni parallele", cioè quando tale centro di proiezione è punto improprio, posto all'infinito.
- Proiezioni centrali (coniche)
  - Il metodo della prospettiva.
    - La restituzione prospettica (o fotorestituzione).

  - Teoria delle ombre con sorgente propria (da molti non viene considerata una "teoria" in quanto si tratta sempre di una proiezione).
- Proiezioni parallele (cilindriche)
  - Proiezioni ortogonali.
    - Il metodo dell'assonometria (isometrica, dimetrica e trimetrica).
    - Proiezioni ortogonali (con il Metodo di Monge).
    - Il metodo delle proiezioni quotate.

  - Proiezioni oblique.
    - Il metodo dell'assonometria (cavaliera e monometrica).

  - Teoria delle ombre con sorgente impropria.

## Problemi e costruzioni
Alcuni problemi di cui si occupa la geometria descrittiva sono:
- I problemi d'incidenza, come tra linee e superfici e come tra superfici.
- I problemi di misura delle distanze lineari (come ad esempio la costruzione geometrica che permette di determinare la distanza minima di un punto da un piano eventualmente degenere) e di quelli angolari (come ad esempio l'angolo tra retta e piano).
- Costruzioni geometriche e modellazione 3D
  - delle volte
  - delle elicoidi
  - delle superfici rigate
  - delle superfici toriche
  - elicoidi
  - conoide
  - raccordo tangenziale tra coniche, tra quadriche e tra toriche (vedi figura a lato)
  - sviluppo di solidi
  - approssimazione poliedrica di una superficie curva

## Curve geometriche
- Le coniche: ottenute come sezioni piane di un cono quadrico (punto, retta, circonferenza, ellisse, parabola ed iperbole).
- Le quartiche: ottenute, in generale, come in intersezione di due superficie quadriche che non hanno nessuna sezione piana in comune.
- Le curve cicloidiche: curve ottenute come conseguenza del movimento planare e rigido di una conica rispetto ad un'altra conica ad essa complanare.
- Le eliche: ottenute dal movimento transrotazionale, tridimensionale e rigido di una conica rispetto ad un'altra conica ad essa complanare.

## Superfici geometriche
Le principali categorie di superfici trattate dalla geometria descrittiva sono così classificate:
- Le superfici rigate: in questa categoria vengono trattate le superfici generate dal movimento rigido di una retta lungo una o più direttrici, come gli elicoidi rigati, i conoidi rigati e le superfici coniche ed i piani (come casi particolari di rigate).
- Le superfici toriche: questa categoria include tutti i tipi di tori che sono generati dal movimento rotatorio affine o omotetico di una conica non degenere lungo una direttrice conica, anch'essa non degenere. La condizione è che tali coniche, direttrice e generatrice, siano ortogonali tra loro.
- I paraboloidi.

## Applicazioni
La geometria descrittiva viene applicata principalmente nei campi che riguardano la costruzione di manufatti architettonici (e industriali). In particolare viene usata per avere proporzioni dimensionali e percettive di una data e possibile idea progettuale. L'applicazione informatica dei concetti della geometria descrittiva permette oggigiorno di poter creare un'architettura ad alta complessità tridimensionale, ma soprattutto di poter controllare in modo inequivocabile ogni sua forma e dimensione.
Campi d'applicazione
- Progettazione architettonica
  - Modellazione geometrica
  - Disegno tecnico
- Rilievo dell'architettura
  - Fotorestituzione 3D